# Йошімі Такеучі
Йошімі Такеучі (яп. 竹内 好, жовтень 1910 — 3 березень 1977) — відомий японський китаєзнавець.

## Біографія
Йошімі Такеучі був відомим японським китаєзнавцем, культурним критиком й перекладачем. Він вивчав твори китайського письменника Лу Сіня та перекладав його твори японською мовою. Йошімі Такеучі написав дослідження «Лу Сінь» у 1944 році, що викликало значну реакцію в японському суспільстві у світі мілітаризованої японської громадської думки під час другої світової війни й після її закінчення. У 1934 році Йошімі Такеучі створив надзвичайно успішну групу з вивчення китайської літератури разом з паном Тайдзюном Такедою, і це вважається початком сучасного китаєзнавства в Японії. Пан Йошімі Такеуч був професором Токійського столичного університету з 1953 по 1960 рік, потім він пішов у відставку на знак протесту проти політики японського уряду. Йошімі Такеучі був відомий як видатний критик китайсько-японських відносин, і його повне видання (т.17) було опубліковано паном Тікума Сьобо протягом 1980–82 років.
У 1931 році Йошімі Такеучі закінчив середню школу і вступив до Токійського Імператорського університету  на факультет літератури, там він зустрів пана Тайдзюна Такеду з яким він потоваришував після чого вони стали друзями на все життя. Вони разом організували «Товариство дослідження китайської літератури», а в 1935 році вони видали офіційний орган цієї групи під назвою «Chugoku Bungaku Geppo» (укр: китайська література - місячна прогулянка). Вони це зробили для того, щоб відкрити шлях вивчення сучасної китайської літератури на противагу тогочасному японському «старому стилю» вивчення китаєзнавства. Протягом 1937-1939 років Йошімі Такеучі навчався в Республіці Китай в Пекіні, де впав у важку депресію через геополітичну ситуацію яка виникла між Республікою Китай та Японською імперією через що почав сильно пити. У 1940 році Йошімі Такеучі змінив назву офіційного органу своєї групи з «китайська література - місячна прогулянка» на «Chugoku Bungaku» (укр: китайська література), у якій у січні 1942 року опублікував суперечливу статтю «Велика східноазіатська війна та наша рішучість». У січні 1943 року Йошімі Такеучі розпустив Товариство дослідження китайської літератури й вирішив припинити публікацію його офіційного органу «китайська література», попри на те, що ця група стала досить успішною. У грудні 1943 року Йошімі Такеучі був призваний до імператорської армії Японської імперії та направлений на китайський фронт і пробув там аж до 1946 року. Перебування на фронті дозволило Йошімі Такеучі зустрітися зі справжнім живим Китаєм й китайським народом на противагу його абстрактному Китаю з яким він був знайомий  завдяки своїм дослідженням і це справило на нього глибоке враження. Йошімі Такеучі поринув у вивчення сучасної розмовної китайської мови й водночас з цим було опубліковано його першу роботу, «Повне дослідження Лу Сінь» яке було опубліковано в 1944 році.
Після закінчення другої світової війни й повернення (репатріації) Йошімі Такеучі до післявоєнної Японії його есе «Про лідерську свідомість і Що таке сучасність?» потрапило в центр японської громадської уваги в 1948 році, в цей період Японія перебувала під тимчасовою військовою окупацією союзних військ. Саме за такі есе пан Йошімі Такеучі отримав в японському суспільстві статус важливого післявоєнного критика й поступово був визнаний в японському суспільстві. У 1949 році Йошімі Такеучі був дуже зворушений через заснування Китайської Народної Республіки (КНР), і після цього він продовжував посилатися на КНР у своїх статтях і книгах. У 1953 році Йошімі Такеучі став повним професором Токійського столичного університету з посади якого зрештою пішов у відставку на знак протесту після того, як прем’єр-міністр Японії Кісі Нобусуке зумів добитись затвердження нового «договору про взаємне співробітництво та гарантії безпеки між США та Японією» через парламент Японії коли там були присутні лише членами керівної партії країни в травні 1960 року, і це не зважаючи на масові «протести Анпо», які виражали опозицію народу до нового договору. Під час боротьби проти договору пан Йошімі Такеучі відіграв провідну роль як один із найвидатніших інтелектуалів післявоєнної Японії під гаслом, яке він придумав: «демократія чи диктатура?»  З 1963 року Йошімі Такеучі наводив аргументи на користь китайського диктатора Мао Цзедуна та китайської культурної революції у своєму журналі «Китай», який видавав «Chugoku no Kai», аж до дипломатичної нормалізації відносин між Японією та КНР 1972 році. Його особливо зацікавила «Філософія підстави / основи Мао», яка передбачає принцип «зробити ворога своїм». Для Йошімі Такеучі це було схоже на поняття Лу Сіня про «чен-ча»,  (витривалість / опір). У свої останні роки Йошімі Такеучі присвятив себе створенню нового перекладу творів Лу Сіня.

## Про творчість письменника Ю Дафу
У своїй дипломній роботі Йошімі Такеучі обговорював китайського письменника «Юй Дафу». Він підсумував:
Ю Дафу — він був агональним поетом. Він щиро переслідував само агонію і зробив ненормальний вплив на китайський літературний світ, вийшовши на світло у сміливих виразах. Тому що його агонія підсумовує агонію його молодих сучасників.
«Не» <політика> (пристосування до зовнішнього авторитету), а < література > (викопування власної агонії). Ю Дафу не панував над людьми, а був пов’язаний з агонією інших. Йошімі Такеучі описав свій стиль як «мистецтво сили» що присвятити себе виключно слабкості».

## Японія як приниження

### «Шина» і «Тюгоку» (японські терміни для позначення Китаю)
Пан Йошімі Такеучі почувався винним через початок другої японо-китайській війні у 1937 році. В часи війни Японська імперія офіційно називала Китай не «Шина», а «Тюгоку» оскільки вони підтримували дружбу між Японською імперією та про японського режиму Ван Цзінвея. У японській мові «Шина» є дискримінаційним словом для Китаю. Пан Йошімі Такеучі намагався культурно протистояти такому способу використання назви Китай в період тотальної війни.
Одначе, оскільки він знав, що велика східноазіатська війна також певною мірою була задумана та характеризувалася як війна за звільнення країн Східної та Південно-Східної Азії, пан Йошімі Такеучі патетично оголосив про свою рішучість (1942) щодо того, що він бачив як війну за справедливість, яка загалом є інтерпретується як його співпраця з японськими військовими зусиллями. Однак після поразки Японської імперії в другій світовій війні в 1945 році Йошімі Такеучі знав, що проголошені цілі війни були оманливі, і намагався пояснити її апорії як звільнення колоній, так й політики антиімперіалізму.

### Подолання сучасності
«Подолання сучасності» було одним із гасел яке захопило японських інтелектуалів під час другої світової війни. Або, можливо, це було одне з чарівних слів. «Подолання сучасності» слугувало символом, який асоціювався з «Великою Східно-Азіатською війною». Засуджуючи інтелігенцію за її співпрацю з владою під час війни, заведено об’єднувати ці два симпозіуми.Скоріше моє завдання полягає в тому, щоб розрізняти символізацію симпозіумів, їх ідеї та тих, хто ці ідеї використовував.

 Важко якщо не практично неможливо відокремити ідеологію від ідей або витягнути ідеї з ідеології. Але ми повинні визнати відносну незалежність ідей від систем чи інституцій, які їх використовують, ми повинні ризикнути натрапити на труднощі на розрізнення справжніх ідей. Інакше було б неможливо витягти енергію, що похована в них. Іншими словами  сформувати традицію було б неможливо.
Після поразки Японської імперії в другій світовій війні в 1945 році японська журналістика була сповнена дискусій навколо питання відповідальності за війну, особливо інтелектуали та відомий воєнний симпозіум під назвою «Подолання сучасності», в якому брали участь літературний критик пан Кобаясі Хідео та філософ Кіотської школи пан Кітаро Нісіда. Інтелектуалів воєнного часу поділяли на три групи: літературний світ, «японські романтики» (такі як пан Ясуда Йодзіро) й Кіотська школа. Симпозіум «Подолання сучасності» відбувся у воєнній Японській імперії 1942 році, й мав на меті витлумачити азійську місію японського імперіалізму в позитивному історичному світлі, не як просте підлабузництво перед ідеологією фашизму, а, зрештою, як крок у правильному напрямку, напрямок долі Японської імперії як невід'ємної частини Азії. Однак це був лише крок, оскільки, за словами Йошімі Такеучі, підкреслюючи апорії сучасності, дебати «Подолання сучасності» не змогли зробити самі ці апорії предметом суспільної думки. Літературний критик пан Одагірі Хідео розкритикував симпозіум як «ідеологічну кампанію, яка полягає в захисті та теоретизуванні мілітаристської Японської імперії на чолі якої стояв японський імператор  та підкорена їй система війни». Його погляд був широко прийнятий у післявоєнній Японії. Одначе пан Йошімі Такеучі рішуче виступив проти цієї легкої псевдолівої формули.
Подвійні аспекти Тихоокеанської війни — колоніальне вторгнення та антиімперіалізм — були об’єднані, і на той час було неможливо відокремити ці аспекти.

 Для Кіотської школи важливою була догма ; вони були байдужі до дійсності. Я навіть не думаю, що вони являли собою «захист факту, що здійснився, який може мати рацію». Ці філософи нехтували фактами.
Пан Ясуда був водночас «природженим демагогом» й «духовним скарбом»; він не міг би бути духовним скарбом, якби не був також демагогом. Це сам японський дух. Пан Ясуда представляє щось безмежне, він є екстремальним типом японського універсаліста, від якого нікуди втекти.... Інтелектуальна роль, яку відіграв пан Ясуда, полягала у викоріненні думки шляхом знищення всіх категорій.... Це  може бути голос неба чи землі, але це не людська мова. Це повинно бути одкровенням «душ наших імперських предків». Немає навіть вживання «імперського ми». Це медіум. І роль, яку всі «з нетерпінням чекали», була роль самого медіума, який з’являється в кінці як «головний актор у великому фарсі». Цю роль пан Ясуда зіграв блискуче. Знищивши всі цінності й категорії мислення, він зняв із суб’єкта мислення всю відповідальність.
Пан Кобаясі Хідео вмів позбавити фактів будь-якого сенсу, але не міг піти далі цього.«Літературний світ» міг тільки чекати, поки прийде «медіум», яким був пан Ясуда, і оголосить про роззброєння ідей.

 Загалом, симпозіум «Подолання сучасності» ознаменував останню спробу формування думки, спробу, яка, однак, провалилася. Таке формування думки принаймні взяло б за відправну точку мету трансформації логіки тотальної війни. Вона зазнала невдачі в тому, що закінчилася руйнуванням думки.
Під час другої світової війни, а саме в 1942 році, пан Йошімі Такеучі  проголосив рішучість вести війну без фанатичного шовінізму. Після війни дискусія Йошімі Такеучі  була зосереджена на подвійних аспектах Великої Східно-Азіатської війни. Він намагався протистояти характеристикам війни, використовуючи власну логіку. Одначе для нього воєнні симпозіуми врешті провалилися. «Подолання модерну» вилилося в схоластичний хаос. Пан Кобаясі Хідео з «Літературного світу», який подолав «всесвітньо-історичний погляд» Кіотської школи, був недостойним того часу. Від імені такого пана як «Кобаясі» пан Ясуда Йодзюро з японських романтиків отримав лише презирство.

### Вітчизняна літературна критика
Протягом 1951–1953 років Йошімі Такеучі сперечався з японським літературним критиком паном Сей Іто щодо природи національної літератури. У 1954 році Йошімі Такеучі опублікував «Теорія національної літератури». Він критикував тогочасний японський модернізм за уникнення проблеми «нації». Йошімі Такеучі вважав, що національна література потребує звернення до апорії нації як культурної практики.

### Передбачення і помилки
У 1960 році японський уряд зумів продавити через Палату представників парламенту Японії переглянуту версію «Договору про взаємну співпрацю та безпеку». Йошімі Такеучі вважав це недемократичним і вирішив в знак протесту залишити посаду професора Токійського столичного університету. Йошімі Такеучі намагався узагальнити досвід війни японського народу, щоб встановити в тогочасній Японії «японську демократичну суб'єктність». В результаті йому не вдалося досягти своєї мети. Йошімі Такеучі сказав: «Тепер я думаю, що японська нація вимре. Можливо, є можливість відновити її до життя в майбутньому. Одначе Японія зараз є бездержавною».

## «Азія» як метод

### Лу Сінь
«Згідно з Йошімі Такеучі, основною частиною Лу Сіня є «обізнаність про літературу, яка була отримана через протистояння з політикою». Література сама по собі безпорадна. Однак, як наслідок, література може бути втягнута в політику, присвятивши літературу письменник міг би бути сильним, якби він розкопав розумову «темряву» і реалізував самозречення та само новаторство без залежності Йошімі Такеучі  називає це «реформою».

### Китайська і японська сучасність
Для Йошімі Такеучі японське суспільство було авторитарним й дискримінаційним. Також він критикував японських модерністів і теоретиків модернізації, які прийняли часовий захід і визнали Японію вищою за Азію, яка прагне до революцій. Йошімі Такеучі стверджував, що китайська модерність (мається на увазі китайська республіка або китайська комуністична диктатура) якісно перевершує японську модель. Однак ці модерністи дивилися на Азію зверхньо і дійшли висновку, що Японія не є азійською державою. Загалом японські модерністи Мейдзі мали тенденцію трактувати Азію як відсталу.

Для Йошімі Такеучі Японія та його найбільша «темрява» були нічим іншим, як питанням «відповідальності за війну». У своїй статті «Що таке сучасність?» опублікованій в 1948 році, Йошімі Такеучі заявив:
«Ультранаціоналізм і японізм колись були модними. Вони мали вигнати Європу; вони не мали вигнати рабовласницьку структуру, яка вміщає Європу. Зараз модернізм є модним як реакція проти цих ідеологій, але структура, яка вміщає сучасність, досі не проблематизується. Іншими словами, Японія намагається замінити господаря; це еквівалентно поводженню з Тодзьо Хідекі як з відсталим студентом, щоб інші відмінники залишалися при владі, щоб зберегти саму культуру студентства почесника. Неможливо заперечити Тодзьо Хідекі, протиставляючись йому: потрібно вийти за його межі. Однак, щоб досягти цього, його потрібно навіть використовувати».
«Військові злочинці класу А» та «Військові злочинці не класу А» є додатковими відносинами. Безглуздо оголошувати «японізм», щоб протистояти Заходу. Так само безглуздо оголошувати західний модернізм протиставленням «японізму». Щоб заперечити рівновагу ви не повинні протидіяти <Тодзьо>, а перевершити <Тодзьо> повернувшись обличчям до свого образу <Тодзьо>. І це було рівноцінно самому Йошімі Такеучі часів війни, який прийняв <8 грудня> і розкритикував Конгрес письменників Великої Східної Азії.

### Японське азійство
Йошімі Такеучі  визнав що сучасне японське азійство закінчилося порожнім офіційним пропагандиським гаслом «Сфера спільного процвітання Великої Східної Азії» та поразкою Японської імперії в 1945 році. У післявоєнній Японії «Велику Східно-Азіатську війну» повністю заперечували взагалі. Йошімі Такеучі поставив під сумнів японський пацифізм, який призвів до втрати ставлення та відповідальності щодо Азії як азійських націй. Йошімі Такеучі  пригнічувала така ситуація. Він почав розглядати сучасну історію Японії через азійство.
Йошімі Такеучі відредагував антологію азійства, в якій зазначив, що азійство — це не ідеологія, а тенденція, і що в японському азійстві  неможливо відрізнити «вторгнення» від «солідарності». Він пояснив, що «азійство» походить від пана Токічі Таруї та пана Фукудзава Юкіті у 1880-х роках. Пан Таруї виступав за об’єднання Японії та Кореї однаково для посилення безпеки всієї Великої Східної Азії. Йошімі Такеучі оцінив роботу пана Таруї як небувалий шедевр. Останній Фукузава стверджував, що Японія відкидає Азію, яка була варварською та вульгарною компанією. Йошімі Такеучі  оцінив статтю пана Фукузави як сильнішу привабливість для громадськості, ніж статтю Таруї. Перемоги в Першій японо-китайській та російсько-японській війнах сприяли зростанню солідарності Японської імперії з Азією. Після перемог у вищевказаних війнах Японська імперія схилилася до побудови «нового порядку» у всій Східній Азії. Японська імперія не могла бути надією Азії. Йошімі Такеучі вказав на японський структурний дефект, який виник через неправильну честь. Він інтерпретував японське азійство як «Ko-A» (підняття Азії), взятий над «Datsu-A» (відкидання Азії).
Для Йошімі Такеучі Азія — це не географічне поняття, а поняття проти «сучасної Європи», отже, Японія не є азійською. Коли японцям вдається подолати сучасність, вони можуть бути азіатами. За «сучасною Європою» це феодальне класове суспільство, повне дискримінації та авторитаризму. «Азія» могла б бути звільненням від імперіалізму, який розірвав стосунки між панівним і підлеглим. Можливо, його погляди були нереалістичними й в певному сенсі прогресивними.

Йошімі Такеучі бажав «азіатизації» Японії. Поняття Азія для нього не що інше, як ідеал. Він сказав: «У політичному вимірі післявоєнної Конференції в Бандунзі створила ідею азійства в історії». Посилаючись на пана Рабіндраната Тагора та пана Лу Сіня, Йошімі Такеучі заявив:
Навпаки, Схід повинен знову обійняти Захід, він повинен змінити сам Захід, щоб реалізувати видатні культурні цінності останнього у більшому масштабі. Такий відкат культури чи цінностей створив би універсальність. Схід має змінити Захід, щоб ще більше підняти ті універсальні цінності, які сам Захід створив. Це головна проблема, з якою сьогодні стикаються відносини між Сходом і Заходом, і це водночас політичне та культурне питання.

### Походження миру
Після 1945 року Йошімі Такеучі закликав до нормалізації відносин між КНР та Японією. У 1972 році було укладено Спільне комюніке уряду Японії та уряду Китайської Народної Республіки. Йошімі Такеучі критикував ставлення японців до минулого, оскільки питання історії викликають велике занепокоєння в китайсько-японських відносинах.

## Основні роботи
- Що таке сучасність? : Писання Такеучі Йошімі , Columbia University Press (2005) відредаговано, перекладено та зі вступом Річарда Ф. Калічмана
  - Шляхи впровадження культури: зосередження на Лу Сюні (1948)
  - Що таке сучасність? (1948)
  - Питання політики і літератури (1948)
  - Ху Ши і Дьюї (1952)
  - Подолання сучасності (1959)
  - Азія як метод (1960)

## Зовнішні посилання
- Такеучі Йошімі: переосмислення «вестернізації» Річарда Калічмана, генерального консульства Японії в Нью-Йорку
- Такеучі Йошімі та дилеми опору глобальній капіталістичній модерності1